# Georg Theodor Wolff
Georg Theodor Ernst Wolff (auch George Theodor Ernst) (* 1768 in Kassel; † 1812 in Russland) war ein deutscher Baumeister und Offizier in der Hessen-kasselschen Armee.

## Familie
Georg Theodor Wolff entstammte der Kasseler Architektenfamilie Wolff, die auf seinen 1730 in Kassel verstorbenen und möglicherweise aus der Schweiz eingewanderten Urgroßvater Johann Wolf zurückging. Er war der Sohn des Kasseler Stadtbaumeisters Johannes Wolff (1731–1791) und wuchs zusammen mit seinen Geschwistern Johann Henrich (1753–1801, Baumeister und Militäringenieur), Heinrich Abraham (1761–1812, Baumeister) und Johann Conrad (1766–1815, Hofstuckateur) auf.

## Wirken
Er erhielt – wie seine Geschwister – von seinem Vater eine gründliche Ausbildung und vervollständigte diese durch ein Studium am Kasseler Collegium Carolinum in den Jahren von 1781 bis 1786. Neben Zeichnen studierte er auch Baukunst und erhielt 1784 eine Auszeichnung in Form einer Silbermedaille. Nach Abschluss des Studiums zog es ihn zur Armee in Hessen-Kassel und er kam 1788 als Säbeljunker zu den Husaren. 1812 fiel er, als Mitglied des westphälischen Kontingents im Russlandfeldzug der Grande Armée Napoleons.

## Werke (Auswahl)
- 1785 Entwurf (unvollendet) zu einem Palais, Studienblatt (Digitalisat)
- 1786 Berlin, Opernhaus, Grundriss des ersten Obergeschosses (Kopie) (Digitalisat)